# Gabrán mac Domangairt
Gabrán mac Domangairt foi rei de Dál Riata no meio do século VI. Ele é o epônimo antepassado do Cenél nGabraín.
A evidência histórica de Gabrán está limitada ao conhecimento de sua morte nos anais irlandeses. É possível que sua morte deva estar ligada a uma migração ou fuga de Bridei mac Maelchon, mas isso pode não ser mais do que coincidência.

## Cenél nGabraín
A grande importância de Gabrán está em sua presumida ancestralidade do Cenél nGabraín, um clã que dominou o reino de Dál Riata até o final do século VII e continuou a fornecer reis depois disso. Os reis de Alba e da Escócia traçaram sua descendência através de Gabrán até seu avô Fergus Mór, que era visto como o fundador final da casa real nos séculos XVI e XVII, muito depois que a origem gaélica do reino tinha deixado de ter qualquer significado real.
Ao contrário de Loarn mac Eirc, o Senchus fer n-Alban não lista qualquer família dentro do Cenél nGabraín. Porém, os descendentes prováveis de Gabrán, como Dúnchad mac Conaing e seus muitos parentes, parecem ter disputado a sucessão com os descendentes de Eochaid Buide, neto de Gabrán, de modo que esta ausência de segmentos explícitos no parentesco pode ser enganosa. Sharpe. A genealogia de David I da Escócia no Livro de Ballymote observa as seguintes divisões:
- Depois de Áedán mac Gabráin, entre a linha principal, chamada de "os filhos de Eochaid Buide" e "os filhos de Kenneth MacAlpin", e os "filhos de Conaing"
- Depois de Eochaid Buide, entre a linha principal e os "filhos de Fergus Goll" e os "filhos de Connad Cerr... ou os homens de Fife", embora os estudos modernos fazem de Connad Cerr um membro do Cenél Comgaill
- Depois de Eochaid mac Domangairt, entre a linha principal e o Cenél Comgaill

O domínio do Cenél nGabraín parece ter sido centrado em Kintyre e Knapdale e pode ter incluído Arran, Jura e Gigha. O título de rei de Kintyre é usado por uma série de presumidos reis do Cenél nGabrain. Duas prováveis moradas reais são conhecidas: Dunadd, que fica no extremo norte de suas presumidas terras, e Aberte (ou Dún Aberte), que é muito provavelmente o atual Castelo de Dunaverty situado sobre o promontório ao lado de Southend.
Kilmartin pode ter sido um dos primeiros importantes locais cristãos em razão de sua proximidade com Dunadd e sua dedicação a São Martinho de Tours. No entanto, ali parece não haver qualquer local religioso da importância de Lismore nas terras do rival Cenél Loairn.